# Медаль «За укрепление боевого содружества» (СССР)
Медаль «За укрепление боевого содружества» — государственная награда СССР, учреждённая Указом Президиума Верховного Совета СССР от 25 мая 1979 года.

## Положение о медали
Медалью «За укрепление боевого содружества» награждались военнослужащие, работники органов государственной безопасности, внутренних дел и другие граждане государств-участников Варшавского договора, а также других социалистических и иных дружественных государств за заслуги в укреплении боевого содружества и военного сотрудничества.
Награждение медалью «За укрепление боевого содружества» производилось от имени Президиума Верховного Совета СССР Министром обороны СССР, Министром внутренних дел СССР, Председателем Комитета государственной безопасности СССР.
Повторное награждение медалью не производилось. Вместе с медалью награждённому вручалось удостоверение к медали установленной формы.
Медаль «За укрепление боевого содружества» носится на левой стороне груди и при наличии других медалей СССР располагается после медали «Ветеран Вооружённых Сил СССР».

## Описание медали
Медаль «За укрепление боевого содружества» изготовлена из томпака, золотистого цвета, имеет форму правильного круга диаметром 32 мм. На лицевой стороне медали помещена пятиконечная звезда, концы которой покрыты красной эмалью. В центральной части звезды расположен щит с надписями на нём: «ЗА УКРЕПЛЕНИЕ БОЕВОГО СОДРУЖЕСТВА» и «СССР». Слева и справа от звезды по окружности изображены лавровые ветви, в нижней части медали — два скрещённых меча. Оборотная сторона медали матовая. Лицевая сторона медали окаймлена бортиком. Все изображения и надписи на медали выпуклые.
Медаль при помощи ушка и кольца соединяется с пятиугольной колодочкой, покрытой шёлковой муаровой лентой шириной 24 мм. В расцветке ленты сочетаются цвета флагов государств — участников Варшавского договора. Продольные цветные полосы на ленте чередуются слева направо в следующем порядке: зелёная, белая, красная, жёлтая, чёрная, жёлтая, красная, белая, синяя. Ширина полос: зелёной и синей — 4 мм, белых, жёлтых и чёрной — 1 мм, красных — 5,5 мм.

## Постсоветская история медали
27 марта 1995 года была учреждена медаль Министерства обороны Российской Федерации «За укрепление боевого содружества», с другим рисунком.
В странах бывшего СССР созданы аналогичные медали:
- Медаль «За укрепление воинского содружества» (Молдова)
- Медаль «За укрепление боевого содружества» (Казахстан)
- Медаль «За укрепление военного сотрудничества» (Киргизия)